# Jacques Ehrlich
Pour les articles homonymes, voir Ehrlich.
Jacques Louis Ehrlich, né le 5 octobre 1893 dans le 10e arrondissement de Paris et mort le 10 août 1953 dans le 9e arrondissement de Paris, est un as de l'aviation français de la Première Guerre mondiale, au cours de laquelle il remporta 19 victoires.

## Biographie
Issu d'une famille parisienne de confession juive dont le père est artisan dans la confection de chaussures, Jacques Ehrlich est employé de commerce avant de s'engager volontairement dans l'armée le 29 mai 1913. Après deux ans et demi passés dans l'infanterie, sur le Front Ouest, il obtient son transfert dans l'aéronautique en décembre 1916.
Breveté pilote militaire le 1er mai 1917, il rejoint l'Escadrille N 154 (en) (devenue par la suite la Spa 154) avec le grade initial de brigadier. Grièvement blessé au cours d'une mission de bombardement aérien derrière les lignes ennemies, le maréchal des logis Ehrlich ne reprend l'air qu'en novembre 1917.

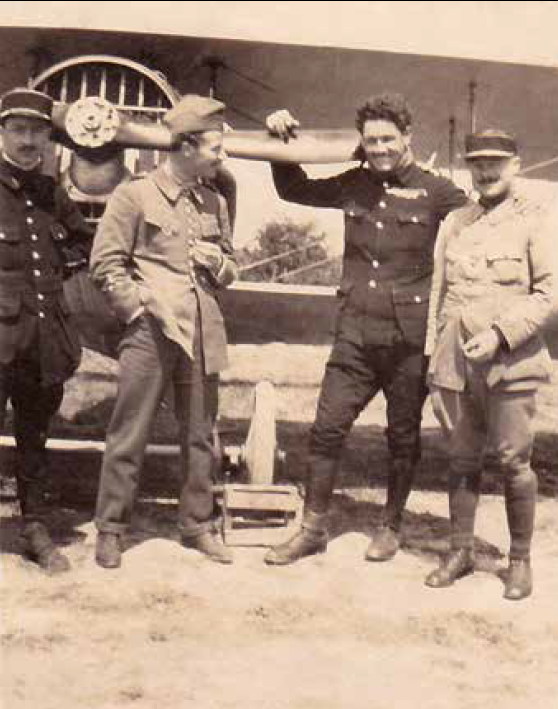
Jacques Ehrlich (3e en partant de la droite), Louis Gros (1er à droite) et Michel Coiffard (2e en partant de la droite) et le 15 juillet 1918.

Il devient l'équipier favori de son chef d'escadrille, le lieutenant Michel Coiffard, et va en collaboration avec ce dernier se spécialiser dans l'art difficile et périlleux d'abattre les ballons captifs d'observation ennemis (Drachens). Sur les 19 victoires qu'il remporte entre le 30 juin et 18 septembre 1918, 18 le sont sur des ballons d'observation (dont trois le même jour, le 15 septembre). La 19e victoire est remportée en combat aérien sur un avion de reconnaissance Albatros. Le 18 septembre 1918, peu après avoir détruit sa dernière cible, son SPAD ayant été touché par les tirs allemands, l'adjudant Jacques Ehrlich est contraint d'atterrir derrière les lignes ennemies et fait prisonnier de guerre.
« Pilote de chasse remarquable, joignant à ses qualités de très fin pilote une merveilleuse bravoure et une énergie inlassable », il est décoré de la Croix de Guerre avec 9 citations, et reçoit la Médaille militaire. Trois jours avant de tomber aux mains de l'ennemi, il est proposé pour la Légion d'honneur qui lui est finalement attribuée le 3 mai 1919, ce qui lui ajoute une dixième palme sur sa Croix de Guerre 14-18.
Démobilisé peu après l'armistice, l'ancien as s'établit à Paris. Il y est courtier en marchandises puis monte une affaire industrielle de fabrication de chaussures.